# János M. Bak
János Mihály Bak (* 25. April 1929 in Budapest, Königreich Ungarn; † 18. Juni 2020 ebenda) war ein ungarischer Historiker.
Nach dem Zweiten Weltkrieg begeisterte Bak sich für den Marxismus, wurde jedoch durch den Stalinismus desillusioniert und beteiligte sich 1956 am Ungarischen Volksaufstand. Nach der Niederschlagung des Volksaufstandes verließ er Ungarn und promovierte an der Universität Göttingen als Schüler von Percy Ernst Schramm in Mediävistik. 
Nach seiner Promotion verbrachte er zwei Jahre in Oxford und arbeitete dann an der Universität Marburg. 1966 zog er in die USA und anschließend nach Kanada, wo er 1968 Professor an der University of British Columbia in Vancouver wurde. Nach seiner Emeritierung im Jahr 1993 kehrte er nach Ungarn zurück und wirkte mit bei dem Aufbau einer Abteilung für Mittelalterstudien an der vor Kurzem gegründeten Central European University in Budapest. 2007 beendete er seine Arbeit an der Central European University, war aber weiterhin aktiv und spielte eine wichtige Rolle bei der Gründung des Medieval Central European Network, kurz MECERN im Jahr 2014. Seine Forschungsinteressen umfassten Herrschaftsrituale im mittelalterlichen Europa sowie verschiedene Aspekte der mitteleuropäischen Mittelaltergeschichte und Bauernkunde.